# SN 1006
SN 1006 a fost o supernovă, văzută pe Pământ începând cu anul 1006 d.Hr.; Pământul se afla atunci la circa 7.200 de ani-lumină distanță de ea. A fost evenimentul stelar cu cea mai mare magnitudine aparentă din istoria înregistrărilor, ajungând la o magnitudine vizuală de aproximativ -7.5. Apărut la început în constelația Lupului între 30 aprilie și 1 mai din acel an, această „stea nouă” a fost descrisă de observatorii din China, Egipt, Irak, Japonia, Elveția și posibil din America de Nord.

## Descriere istorică
Astronomii medievali chinezi și arabi oferă cele mai complete descrieri istorice ale acestei supernove.
Astrologul și astronomul egiptean Ali ibn Ridwan, comentând Tetrabiblosul lui Ptolemeu, a afirmat că "...era un corp circular mare, de 2-1/2 până la 3 ori mai mare ca Venus. Cerul strălucea din cauza luminii. Intensitatea luminii sale era puțin mai mare de un sfert din cea a Lunii.” Ca și ceilalți observatori, Ali ibn Ridwan a consemnat că noua stea se afla jos, aproape de orizontul sudic. Călugării de la mănăstirea benedictină din St. Gallen oferă date independente privind magnitudinea și poziția pe cer, scriind că „într-un fel minunat, ea era uneori strânsă, alteori difuză, și chiar alteori cu totul stinsă....s-a văzut astfel vreme de trei luni cel mai departe către miazăzi, dincolo de toate constelațiile din văzduh”. Această descriere este adesea luată ca dovadă anecdotică a faptului că supernova a fost una de tip Ia. Unele izvoare afirmă că steaua era destul de strălucitoare pentru a lăsa umbre; era văzută în general chiar ceva vreme în timpul zilei, iar în vremea modernă astronomul Frank Winkler a afirmat că „în primăvara lui 1006, se puteau probabil citi manuscrise la lumina ei noaptea.”
Relatările din Elveția ajută la poziționarea pe cer a supernovei, deoarece din acel loc ea ar fi apărut undeva foarte jos pe cer, la cel mult 5 grade deasupra orizontului sudic și ar fi fost vizibilă doar câte 4-5 ore pe zi. Extincția atmosferică și nevoia de a găsi un loc cu orizontul de sud vizibil făceau dificilă chiar și observarea obiectelor strălucitoare aflate aproape de orizont; remarcile „uneori strânsă, difuză, stinsă” citate mai sus dau indicii despre efectele atmosferice cauzate de altitudinea aparentă mică a obiectului.
Așa cum arată Songshi, cronica oficială a Dinastiei Song (secțiunile 56 și 461), steaua văzută la 1 mai 1006 apărea la sud de constelația Di, la est de cea a Lupului și la un grad vest de Centaur. Dimensiunea exploziei vizuale era jumătate din cea a Lunii și strălucea atât de tare încât se vedeau noaptea obiectele terestre la lumina ei.
Ea a fost văzută în constelația Di până în decembrie. Astrologul chinez Zhou Keming, care se întorcea la Kaifeng de la slujba sa din Guangdong, a interpretat la 30 mai împăratului steaua de culoare galbenă și foarte strălucitoare ca fiind un semn bun care avea să aducă prosperitate țării deasupra căreia apare.
Se pare că au fost două faze distincte în evoluția timpurie a acestei supernove. A fost o primă perioadă de trei luni în care a fost cel mai strălucitoare; după aceea a fost o perioadă de scădere, după care a revenit pentru încă optsprezece luni. Majoritatea astrologilor au interpretat revenirea ei ca aducătoare de războaie și foamete.
O petroglifă a culturii precolumbiene Hohokam din Parcul Regional White Tank Mountain din comitatul Maricopa, Arizona, Statele Unite, a fost interpretat ca fiind prima reprezentare nord-americană cunoscută a supernovei.

## Rămășița
Rămășița de supernovă a acestei explozii a fost identificată abia în 1965, când Doug Milne și Frank Gardner au utilizat radiotelescopul de la Observatorul Parkes pentru a demonstra că ceea ce era anterior cunoscut drept sursa radio PKS 1459-41, din apropierea stelei Beta Lupi, părea a fi un înveliș circular de 30 de arcminute. De-a lungul următorilor ani, au fost detectate atât emisiile de raze X cât și cele de lumină vizibilă ale acestei rămășițe, iar în 2010, H.E.S.S. observatorul de raze gamma a anunțat detectarea unei emisii de radiații gamma de la rămășiță. Rămășița cu diametrul de ~0,5° al SN 1006 se află la o distanță estimată de 2,2  kiloparseci de Pământ, diametrul său liniar fiind de circa 20 de parseci. Așa cum este de așteptat de la rămășița unei supernove de tip Ia, nu s-a observat în centrul ei nicio stea neutronică sau gaură neagră.